# Rugby Parma F.C. 1931 2005-2006
Nella stagione 2005-2006 il Rugby Parma F.C. 1931, meglio noto come Overmarch Parma per ragioni di sponsorizzazione, si classifica al secondo posto in Super 10 al termine della stagione regolare, accedendo di diritto ai play-off scudetto; in semifinale cede però al Ghial Calvisano nel doppio confronto, con i rispettivi punteggi di 20-34 e 21-16.
In Coppa Italia la squadra si classifica prima nel proprio girone, superando in semifinale il Benetton Treviso; in finale incontra l'Adriatic LNG Rovigo battuto per 28-13. Primo titolo di Coppa Italia della sua storia.
In European Challenge Cup l'Overmach viene eliminato nei gironi di qualificazione vincendo soltanto una partita su sei e piazzandosi all'ultimo posto in classifica.

## Super 10 2005-06

### Stagione regolare
| Incontro                | Andata | Ritorno |
| ----------------------- | ------ | ------- |
| Parma — Rovigo          | 33-29  | 18-19   |
| L’Aquila — Parma        | 17-28  | 27-37   |
| Parma — Petrarca        | 31-23  | 29-9    |
| GRAN Parma — Parma      | 21-19  | 31-24   |
| Parma — Benetton        | 22-33  | 12-22   |
| Parma — Amatori Catania | 60-27  | 27-26   |
| Veneziamestre — Parma   | 18-21  | 5-49    |
| Calvisano — Parma       | 25-29  | 15-17   |
| Parma — Viadana         | 25-19  | 20-44   |

#### Risultati della stagione regolare
| Posizione | G  | V  | N | P | PF  | PS  | DP  | B  | Pt |
| --------- | -- | -- | - | - | --- | --- | --- | -- | -- |
| 2ª        | 18 | 12 | 0 | 6 | 501 | 410 | +91 | 10 | 58 |

### Fase finale
| Turno | Incontro          | Andata | Ritorno |
| ----- | ----------------- | ------ | ------- |
| SF    | Calvisano — Parma | 34-20  | 16-21   |

## Coppa Italia 2005-06

### Prima fase
| Incontro           | Risultato |
| ------------------ | --------- |
| Rovigo — Parma     | 20-33     |
| Viadana — Parma    | 29-11     |
| Parma — GRAN Parma | 54-10     |

#### Risultati della prima fase
| Posizione | G | V | N | P | PF | PS | DP  | B | Pt |
| --------- | - | - | - | - | -- | -- | --- | - | -- |
| 1ª        | 3 | 2 | 0 | 1 | 98 | 59 | -39 | 2 | 10 |

### Fase finale
| Turno | Incontro         | Risultato |
| ----- | ---------------- | --------- |
| SF    | Parma — Benetton | 37-16     |
| F     | Parma — Rovigo   | 28-13     |

## European Challenge Cup 2005-06

### Prima fase
| Incontro             | Andata | Ritorno |
| -------------------- | ------ | ------- |
| Parma — Agen         | 23-50  | 17-33   |
| London Irish — Parma | 64-0   | 19-11   |
| Pau — Parma          | 29-3   | 11-20   |

#### Risultati della prima fase
| Posizione | G | V | N | P | PF | PS  | DP   | B | Pt |
| --------- | - | - | - | - | -- | --- | ---- | - | -- |
| 4ª        | 6 | 1 | 0 | 5 | 74 | 206 | -132 | 0 | 4  |

## Verdetti
- Parma vincitore della Coppa Italia 2005-2006.
- Parma qualificato alla Heineken Cup 2006-07.